# 立场论
立场论（Standpoint theory）的核心概念是，个人的观点受到他们的社会和政治经验的塑造。一个人的经验形成了一个立场——一个看待和理解世界的角度。作为对早期立场论将社会观点视为单一或本质化的批评的回应，社会理论家认为立场是多面的而不是不变的或绝对的。例如，虽然西班牙裔女性可能普遍分享一些观点，特别是关于种族和性别，但她们并不仅仅由这些观点来定义；尽管有一些共同的特征，但并不存在一个本质上的西班牙裔女性身份。
1. ↑  . www.britannica.com.   [2023-10-10]. （原始内容存档于2023-10-16） （英语）.